# La Planète (Bételgeuse)
Pour les articles homonymes, voir Planète (homonymie).
La Planète publié en 2001 chez Dargaud, est le premier tome du deuxième cycle (Bételgeuse) de la série de bande dessinée Les Mondes d'Aldébaran lancée par l'auteur brésilien Leo.
La BD est découpée en plusieurs sections. Dès les premières cases, on est plongé dans un tout autre environnement que celui d'Aldébaran. On pourra comprendre toutes les questions restées en suspens sur l'organisation des humains sur la planète dans le tome suivant.

## Synopsis
On découvre l'univers étrange de la planète Bételgeuse peuplée de iums, êtres mi-hommes mi-pandas et comment Hector et Inge ont survécu dans le vaisseau qui devait coloniser cette planète.
Ce premier tome donne lieu à une réflexion sur la colonisation, une réflexion pas très éloignée des préoccupations actuelles, entre science, politique et éthique.

## Personnages
- Première section : Maï Lan, Bert, Phi Anh, Colonel Mike Donovan, Alonzo Margulis, Lopes, Darius, Leilah Nakad, Toshiro Matsuda.
- Deuxième section : Inge de Vries, Hector Albornoz.
- Troisière section : Kim Keller, Alexa Komarova, Driss Shediac, Colonel Wong, Lieutenant Steve Hudson.

### Documentation
- Philippe Audoin, « Les Hauts d'Aldébaran », BoDoï, no 27,‎ février 2000, p. 12.
- Paul Gravett (dir.), « Les années 2000 : Bételgeuse », dans Les 1001 BD qu'il faut avoir lues dans sa vie, Flammarion, 2012 (ISBN 2081277735), p. 739.